# Finanzcontrolling
Unter Finanzcontrolling werden Steuerungsmaßnahmen zur Koordination innerhalb des Finanzbereichs, zwischen dem Finanzbereich und dem Leistungsbereich sowie zwischen dem Finanzbereich und der Unternehmensführung eines Wirtschaftsunternehmens verstanden. Das besagte Fachgebiet gehört zur Betriebswirtschaftslehre.

## Grundlegendes: Ziele und Aufgabenbereiche des Finanzcontrollings
Ziele des Finanzcontrollings sind die Aufrechterhaltung der Zahlungsfähigkeit der Unternehmung und die Maximierung des Wertes der Eigenkapitalansprüche. Neben der Liquiditätssicherung ist die Koordination von Investitions- und Finanzierungsentscheidungen ein weiterer zentraler Aufgabenbereich. Zu den wichtigsten Steuerungsmaßnahmen zählen die Konzeption und Integration verschiedener Planungsrechnungen und die Gestaltung von Anreiz- und Kontrollsystemen.
In einer umfassenden Sicht umfasst das Finanzcontrolling folgende Aufgabenbereiche (bzw. Teilaufgaben):
- Liquiditätssicherung (Konzeptionelle Gestaltung und Abstimmung der finanziellen Planungen und Überwachung der kurz-, mittel- und langfristigen Finanzsituation; Sicherung der Verfügbarkeit verlässlicher Informationen als Grundlage für Finanzplanung und -kontrolle)
- Sicherung der Rationalität und Koordination von Investitions- und Finanzierungsentscheidungen (Aktive Finanzplanung, Beurteilung und Entwicklung geeigneter Bewertungsverfahren für Investitionsentscheidungen, Koordination (auch dezentraler) Investitionsentscheidungen mit der Unternehmensfinanzierung; Gestaltung verhaltenssteuernder Anreiz- und Kontrollsysteme)
- Unterstützung des externen Rechnungswesens; Kapitalmarktkommunikation und Finanzanalyse; Berücksichtigung von Kapitalmarktanforderungen im Controlling auf Gesamtunternehmens- und Geschäftsbereichsebene; Analyse und Beeinflussung der Finanzierungskosten.